# Bitwa pod Marignano
Bitwa pod Marignano – starcie zbrojne, które miało miejsce w dniach 13–14 września 1515 r. w trakcie wojen włoskich w Lombardii pomiędzy wojskami Szwajcarów a Francuzami. Była to jedna z ostatnich większych bitew, w której udział wzięły wojska szwajcarskie.
Ówczesne Marignano to dzisiejsze Melegnano.

## Tło konfliktu
Na przełomie XV oraz XVI w. tzw. stare kantony szwajcarskie, poprzez dostarczanie dużych kontyngentów najemnych żołnierzy, odgrywały główną rolę w sporach występujących na ziemiach Italii. Z pomocą 5 tys. szwajcarskich żołnierzy król Ludwik XII zdobył w roku 1499 księstwo Mediolan, do którego rościł sobie prawa jako wuj mediolańskiej księżniczki Valentiny Visconti, córki księcia Giana Galeazzo Viscontiego. W tym samym roku, także z pomocą 5 tys. Szwajcarów księciu mediolańskiemu Ludwikowi Sforzy udało się odzyskać Mediolan. Nieco później pod Novarą doszło do spotkania dwóch armii składających się z żołnierzy szwajcarskich na służbie Francji i Mediolanu. Oblężenie miasta przez 10 tys. Szwajcarów na służbie francuskiej zakończyło się tzw. zdradą nowarską: Ludovico Sforza został zdradzony przez Szwajcarów i zmarł w roku 1508 we francuskiej niewoli. W roku 1507 Szwajcarzy w liczbie 6 tys. ludzi zdobyli dla Francuzów inne miasto, Genuę. Pomimo przykładnej służby, w roku 1509 Ludwik XII nie odnowił umowy żołdu ze Szwajcarami.
Zagorzały przeciwnik Francuzów, papież Juliusz II, pozyskał do swoich planów dnia 14 marca 1510 r. (dzięki pośrednictwu biskupa Sionu Matthausa Schinera) 6 tys. żołnierzy szwajcarskich. Szwajcarzy nie wzięli jednak udziału w akcji planowanej na wrzesień 1510 r. W tym samym roku papież powołał Ligę Świętą, do której nakłonił rzymsko-niemieckiego cesarza Maksymiliana I Habsburga, Republikę Wenecką oraz królestwo Aragonii. Do grona tego przyłączyli się tym razem Szwajcarzy po tym, jak Ludwik XII odmówił im wypłaty odszkodowania za zamordowanie dwóch posłańców szwajcarskich na terenach należących do króla Francji. Pierwsza kampania 10 tys. Szwajcarów do Mediolanu (tzw. kampania zimowa) w roku 1511 zakończyła się niepowodzeniem. Dnia 30 kwietnia 1512 r. Szwajcarzy podjęli kolejną kampanię do Lombardii, po tym gdy niepowodzeniem zakończyły się rokowania z królem Francji na temat odnowienia układu wojskowego z roku 1499. Latem 1512 r. 18 tys. Szwajcarów ponownie skierowało się ku Lombardii, osadzając w grudniu tego roku na tronie mediolańskim Maksymiliana Sforzę – syna Ludwika Sforzy. Panowanie szwajcarskie na zdobytych terenach umocnione zostało po błyskotliwym zwycięstwie nad wojskami francusko-weneckimi w bitwie pod Novarą dnia 6 czerwca 1513 r. Po tym zwycięstwie w sierpniu 1513 r. Szwajcaria wypowiedziała Francji wojnę wkraczając do Burgundii. Dnia 13 września 1513 r. Ludwik XII starał się jeszcze zawiązać ze Szwajcarami pokój, a gdy ci opuścili jego ziemie bez ratyfikacji traktatu, król wycofał się z ugody.
Następca Ludwika XII, król Franciszek I, kontynuował politykę francuską mającą na celu zdobycie Mediolanu. Władca zaproponował Szwajcarom wysoką kwotę pieniężną w zamian za zdobycie Mediolanu. Ci jednak odmówili. Wiosną 1515 r. Franciszek I na czele armii 55 tys. ludzi wyruszył do Lombardii, w tym czasie Szwajcarzy skierowali 18 tys. żołnierzy przez Alpy do ochrony Mediolanu. Pomimo przewagi liczebnej Franciszek podjął się rozmów ze Szwajcarami i zawarł z nimi traktat w Gallarate. Na mocy układu Francja miała wypłacić Szwajcarom znaczną sumę pieniężną, ci zaś mieli zrezygnować ze swoich praw do Mediolanu. Protektorat nad spornymi ziemiami przypaść miał księciu Maksymilianowi Sforzy. Po podpisaniu układu część oddziałów szwajcarskich skierowała się do domów, jednak większa część wojska nie zatwierdziła umowy i zajęła Mediolan. W tej sytuacji Franciszek I założył obóz w okolicy miasta.

## Bitwa
Dnia 13 września pod murami miasta doszło do walki pomiędzy Szwajcarami a Francuzami. Ważną rolę odegrał tutaj legat papieski Matthaus Schiner, który podgrzewał Szwajcarów do ataku. Podzielone na trzy grupy (w środku kantony Szwajcarii wewnętrznej, z prawej strony wojska Zurichu, po lewej siły z Lucerny i Bazylei) siły Szwajcarów w liczbie 20 tys. ludzi uderzyły na obóz francuski tocząc walki aż do wieczora. Jako że walka pierwszego dnia nie została rozstrzygnięta, obie armie spędziły noc na polu bitwy. Rankiem walkę wznowiono. Lekka kawaleria wenecka dowodzona przez doświadczonego kondotiera Bartolomeo d’Alviano około godz. 10 wpadła z impetem i głośnym okrzykiem „San Marco!” na tyły Szwajcarów, rozbijając ich wojska. Około południa resztki armii szwajcarskiej, zabierając swoich rannych, sztandary oraz tabor wycofały się w uporządkowanym szyku do Mediolanu. Ich straty są różnie podawane – często pojawia się określenie "strata połowy armii" – w większości źródeł starty szwajcarskie szacuje się na 9-10 tys. zabitych.
Wycofanie się Szwajcarów spod Marignano uchodzi za pierwszy udokumentowany uporządkowany odwrót od czasów antycznych. Szwajcarski malarz Ferdinand Hodler udokumentował to wydarzenie w swoim słynnym obrazie znajdującym się w szwajcarskim Muzeum Narodowym. Zwycięstwo Francuzi zawdzięczają jednak nie tyle przewadze liczebnej swojej armii, a raczej technicznej wyższości użytej broni.

## Po bitwie
Po klęsce większość miast szwajcarskich zamierzała kontynuować walkę przeciwko Francuzom. Dnia 22 września do Lombardii wyruszyła nowa armia w sile 22 tys. ludzi. Kilka zaledwie kontyngentów wysłały kantony Szwajcarii wewnętrznej, te jednak szybko powróciły do domów. Dnia 4 października Mediolan wpadł w ręce Francuzów po wcześniejszym wycofaniu się stamtąd wojsk szwajcarskich, przekupionych przez księcia Maksymiliana Sforzę kwotą 30 tys. dukatów. Dnia 7 listopada dzięki wstawiennictwu księcia Karola III Sabaudzkiego doszło do zawarcia układu pomiędzy Francją a Szwajcarami. Przyjęcia traktatu odmówiło jednak kilka starszych kantonów (Uri, Schwyz, Zurich, Bazylea). Kantony te stanęły w marcu 1516 r. po stronie cesarza Maksymiliana I, wystawiając do jego dyspozycji 15 tys. ludzi. Te z kantonów, które zatwierdziły układ pokojowy, wystawiły do dyspozycji króla Francji 6 tys. ludzi. Decyzja ta groziła wybuchem wojny domowej, jednak po tym gdy cesarz nie wywiązał się z umowy żołdu, żołnierze najemni powrócili do domów.
Dnia 29 listopada 1516 r. Szwajcarzy i Francuzi podpisali ostatecznie tzw. Wieczny Pokój, w którym zrezygnowano z jakiejkolwiek wzajemnej wrogości, a spory miał rozstrzygać sąd. Większość zdobyczy terytorialnych w Italii przypadła Szwajcarom z wyjątkiem doliny Esch. Franciszek I wypłacił im też odszkodowanie w wysokości 700 tys. koron. Mediolan aż do 1521 r. (do momentu bitwy pod Bicocca) zajmowali Francuzi. Później jeszcze kilkakrotnie Szwajcarzy wysyłali swoje wojska na służbę Francji.
Bitwa pod Marignano była punktem zwrotnym w historii militarnej Szwajcarii. Szwajcarzy utracili po niej wizerunek niezwyciężonej potęgi militarnej regionu. Ich żołnierze jednak walczyli jeszcze wielokrotnie jako najemnicy w wojnach włoskich.